# Lytta blaisdelli
Lytta blaisdelli es una especie de coleóptero de la familia Meloidae.

## Distribución geográfica
Habita en California  (Estados Unidos).